# Bernhard Perceval von Wattenwyl
Bernhard Perceval von Wattenwyl (auch de Watteville; * 23. Oktober 1877 in Trélex; heimatberechtigt in Bern; † 1. Oktober 1924 am Ishasha in Britisch-Ostafrika (Uganda)) war ein Schweizer Privatier und Grosswildjäger.

## Leben und Wirken
Bernhard Perceval von Wattenwyls Eltern waren der Ingenieur Karl Ludwig von Wattenwyl und Blanche Eleonore geborene de Gingins. Er heiratete 1899 Florence Emilie Beddoes (1876–1909), Tochter eines britischen Marineoffiziers. Die Familie gehörte der Distelzwang-Linie der Familie von Wattenwyl an.
Wattenwyl lebte in London und liess sich von Hubert Herkomer ohne grossen Erfolg zum Kunstmaler ausbilden. Nach Jagdreisen in Norwegen führte ihn 1914/1915 eine erste Expedition ins südliche Afrika. Mit seiner Tochter Vivienne brach er 1923 zu einer zweiten Jagdsafari nach Ost- und Zentralafrika auf. Das Naturhistorische Museum Bern hatte zugesagt, die Transportkosten für eine grosse Zahl Felle, Schädel und Knochen zu übernehmen. Am 30. September 1924 schoss er einen Löwen an, der ihn anschliessend anfiel. Wattenwyl konnte diesen noch töten, starb aber am folgenden Tag an den Folgen zahlreicher Verletzungen. Er wurde im heutigen Uganda am Ufer des Ishasha beerdigt.
Seine Tochter führte die Expedition zu Ende und konnte dem Museum 134 Felle und Gehörne übergeben. Sie wurden zu Dermoplastiken verarbeitet und in Dioramen ausgestellt. Die «Jagdtrophäen» gehören seit 1936 zu den Hauptattraktionen am aktuellen Standort des Museums. Eine neue Präsentation in kritischem Kontext zu Kolonialismus und Grosswildjagd wurde 2022 erarbeitet.

## Belege
1. 1 2  Ein Naturforscher von Löwen zerfleischt. In: Neue Freie Presse, 8. November 1924, S. 20 (online bei ANNO).
2. 1 2 3  Hans Braun: Bernhard Perceval von Wattenwyl. In: Historisches Lexikon der Schweiz.  11. November 2014.

| Personendaten    | Personendaten                                                                      |
| ---------------- | ---------------------------------------------------------------------------------- |
| NAME             | Wattenwyl, Bernhard Perceval von                                                   |
| ALTERNATIVNAMEN  | Wattenwyl, Bernhard von; Watteville, Bernhard Perceval de; Watteville, Bernhard de |
| KURZBESCHREIBUNG | Schweizer Grosswildjäger                                                           |
| GEBURTSDATUM     | 23. Oktober 1877                                                                   |
| GEBURTSORT       | Trélex, Schweiz                                                                    |
| STERBEDATUM      | 1. Oktober 1924                                                                    |
| STERBEORT        | Uganda                                                                             |